# Зузу
Зузу (Ур-Ур) (шум. ur-ur) — царь (лугаль) древнего семитского города Акшак, правивший в XXV веке до н. э. (около 2400 до н. э.).
В «Царском списке» Зузу упоминается под именем Ур-Ур (видимо описка, в скорописи 2-го тыс. до н. э. знаки «ур» и «зу» могут быть похожи).

## Биография
После поражения Энби-Астара в войне с Уруком, Зузу подчинил своему контролю Киш и принял титул «лугаль Киша», что означало признание его гегемонии над севером Шумера. Достигнув гегемонии на севере страны и стремясь, видимо, также расширить её на юг, Зузу вторгся на территорию Лагаша. Эанатуму лагашскому удалось разгромить войско Зузу и союзного ему города Киша. Возможно, что Зузу был даже убит в этой войне, так как с этого времени энси Эанатум принял титул «лугаль Киша».
Правил 6 лет.